# Xue Jianing
Xue Jianing ( förenklad kinesiska: 薛佳凝), född 13 augusti 1978 i Harbin i Kina, är en  kinesisk skådespelare. Hon är känd för sin roll som "Ha Mei" i den framgångsrika TV-serien Pink Girl från 2001.
Xue har en examen från Performance Institute i Shanghai 1999.

## Filmografi
- 2000 jilingxiaobudong/Li Feng
- 2001 Pink Girl/Ha Mei
- 2004 Flyin' Dance/Xiao Wen
- 2009 Hyr en flickvän Hem För nyår /Chu Xiaoxiao